# Corynoptera fritzi
Corynoptera fritzi är en tvåvingeart som beskrevs av Rulik, Mohrig och Jaschhof 2001. Corynoptera fritzi ingår i släktet Corynoptera och familjen sorgmyggor.
Artens utbredningsområde är Tyskland. Inga underarter finns listade i Catalogue of Life.